# U 634
U 634 war ein deutsches U-Boot vom Typ VII C der ehemaligen Kriegsmarine im Zweiten Weltkrieg. 

## Bau und Indienststellung
U 634 wurde am 23. September 1941 bei Blohm & Voss in Hamburg auf Kiel gelegt, der Stapellauf erfolgte am 10. Juni 1942. Ein Teil der Baukosten wurde durch eine U-Boot-Spende der Stadt Schwäbisch Hall aufgebracht, weshalb das Boot am Turm das Stadtwappen führte. Der Kontakt kam wahrscheinlich durch das Besatzungsmitglied Leutnant zur See, dem Ersten Wachoffizier von U 634, Eberhard Bosch zu Stande, der einen Teil der Besatzung in seine Heimatstadt eingeladen hatte. Bosch war ein Sohn des Schwäbisch Haller NSDAP-Kreisleiters Otto Bosch. Am 6. August 1942 wurde es unter dem Kommando von Oberleutnant zur See Hans-Günther Brosin in Dienst gestellt.

## Einsatz und Geschichte
Bis 31. Januar 1943 gehörte es zwecks Ausbildung zur 5. U-Boot Flottille in Kiel. Danach, ab dem 1. April 1943  wurde es der 9. Flottille in Brest als Frontboot zugeteilt. Dieser Flottille gehörte U 634 bis zu seiner Versenkung an. Am 28. Januar 1943 übernahm Oberleutnant zur See Eberhard Dahlhaus das Kommando.

### Zwischenfall bei einer Ausbildungsfahrt
Am 12. November 1942 kollidierte U 634 im Rahmen einer Ausbildungsfahrt bei Hela mit U 272. Das schwer beschädigte U 272 sank in 36 m Tiefe auf Grund. Dort gelang es einigen Besatzungsmitgliedern das U-Boot zu verlassen und mit Hilfe ihrer Tauchretter die Oberfläche zu erreichen. Insgesamt kamen 29 Besatzungsmitglieder ums Leben, während 12 Mann von U 272 nach 22 Stunden im herbstlichen Ostsee-Wasser von Einheiten der Kriegsmarine gerettet wurden.

### Einsätze
Zu seiner ersten Unternehmung lief das Boot am 18. Februar 1943 aus Bergen aus. Am 3. März 1943 versenkte Kommandant Dalhaus im Nordatlantik bei einem Angriff auf den Konvoi HX-227 auf der Position 62° 10′ N, 28° 25′ W den mit Munition und Reifen beladenen amerikanischen Frachter SS Meriwether Lewis (ein Liberty-Schiff), wobei dessen gesamte Besatzung von 72 Mann starb. Am 23. März 1943 lief U 634 in Lorient ein. Zur zweiten Feindfahrt lief das Boot am 15. April 1943 aus Lorient aus und kehrte am 23. Mai 1943 nach Brest zurück.

### Versenkung
Zu seiner dritten und letzten Unternehmung lief U 634 am 12. Juni 1943 aus Brest aus. Die Besatzung schoss am 13. Juni ein britisches Flugboot vom Typ Short Sunderland ab.
Am 30. August wurde U 634 im Nordatlantik, östlich der Azoren, auf der Position 40° 13′ N, 19° 24′ W durch die britische Sloop HMS Stork und die britische Korvette HMS Stonecrop mit Wasserbomben versenkt. Von den 47 Besatzungsmitgliedern überlebte niemand.